# Nick Clegg
Nicholas William Peter (Nick) Clegg (Chalfont St. Giles, 7 januari 1967) is een Brits voormalig politicus van de Liberal Democrats.
Clegg, een ambtenaar van beroep, werkte van 1994 tot 1999 voor de Europese Commissie. Hij was van 1999 tot 2004 lid van het Europees Parlement voor het East Midlands district en was van 2005 tot 2017 lid van het Lagerhuis voor het Sheffield Hallam district. Clegg was van 2007 tot 2015 de partijvoorzitter van de Liberal Democrats en was van 2010 tot 2015 vicepremier, Lord President of the Council en minister zonder portefeuille belast met politieke hervormingen in het Kabinet-Cameron I.

## Jeugd
Nick Clegg is de zoon van een half-Russische vader, Nicholas Clegg CBE, die bankier was en bestuurder van de "Daiwa Anglo-Japanese Foundation". Zijn Nederlandse moeder Hermance van den Wall Bake werd geboren in Palembang op Sumatra. Zij was werkzaam in het onderwijs aan gehandicapte kinderen en werd als kind met haar familie in een Japans concentratiekamp geïnterneerd in Batavia, Nederlands-Indië.
Hij werd thuis tweetalig in het Nederlands en het Engels opgevoed en spreekt ook Frans, Duits en Spaans. In 2000 trouwde hij met de Spaanse Miriam Gonzalez Durantez. Het paar heeft drie kinderen.

## Opleiding
Clegg volgde de Westminster School in Londen en studeerde in Cambridge aan het "Robinson College" archeologie en antropologie. Daarna studeerde hij een jaar aan de Universiteit van Minnesota, waar hij een scriptie schreef over de politiek geëngageerde milieubeweging. Hierna assisteerde hij een half jaar in Brussel bij de hulp aan voormalige Oostbloklanden vanuit de "G24". Een tweede Master behaalde hij aan het Europacollege in Brugge (ECB), waar hij tevens zijn latere vrouw ontmoette.

## Politiek

### Europa
Van 1994 tot 1999 hield hij zich bij de EU ambtelijk bezig met de handels- en vervoersbetrekkingen met het voormalige Oostblok, de Kaukasus en Centraal-Azië, ook wel de Nieuwe Zijderoute genoemd.

### Eerste politieke activiteiten
De eerste grote positie waarvoor Clegg verkozen werd, was als Europarlementslid voor de Europese kieskring East Midlands voor de periode 1999 tot 2004. Hij keerde echter in 2002 naar Londen terug. In 2005 werd hij verkozen tot parlementslid in het Britse Lagerhuis en werd in 2006 de woordvoerder van de Liberal Democrats met betrekking tot binnenlandse zaken.
Toen partijleider Menzies Campbell in september 2007 aftrad, stelde Clegg zich kandidaat en versloeg hij zijn tegenkandidaat Chris Huhne.

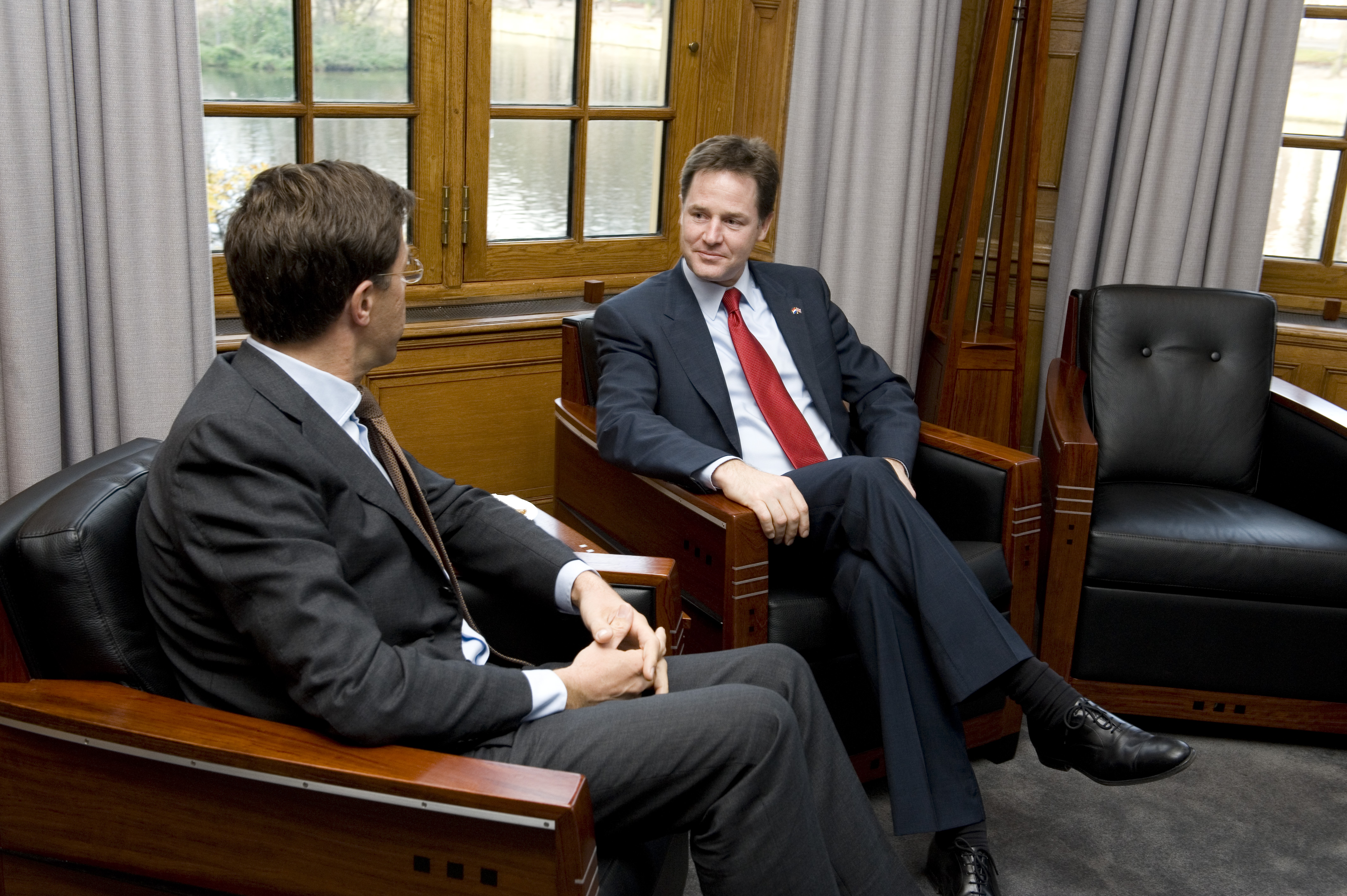
Minister-president van Nederland Mark Rutte en vicepremier Nick Clegg in het Torentje op 15 november 2010.

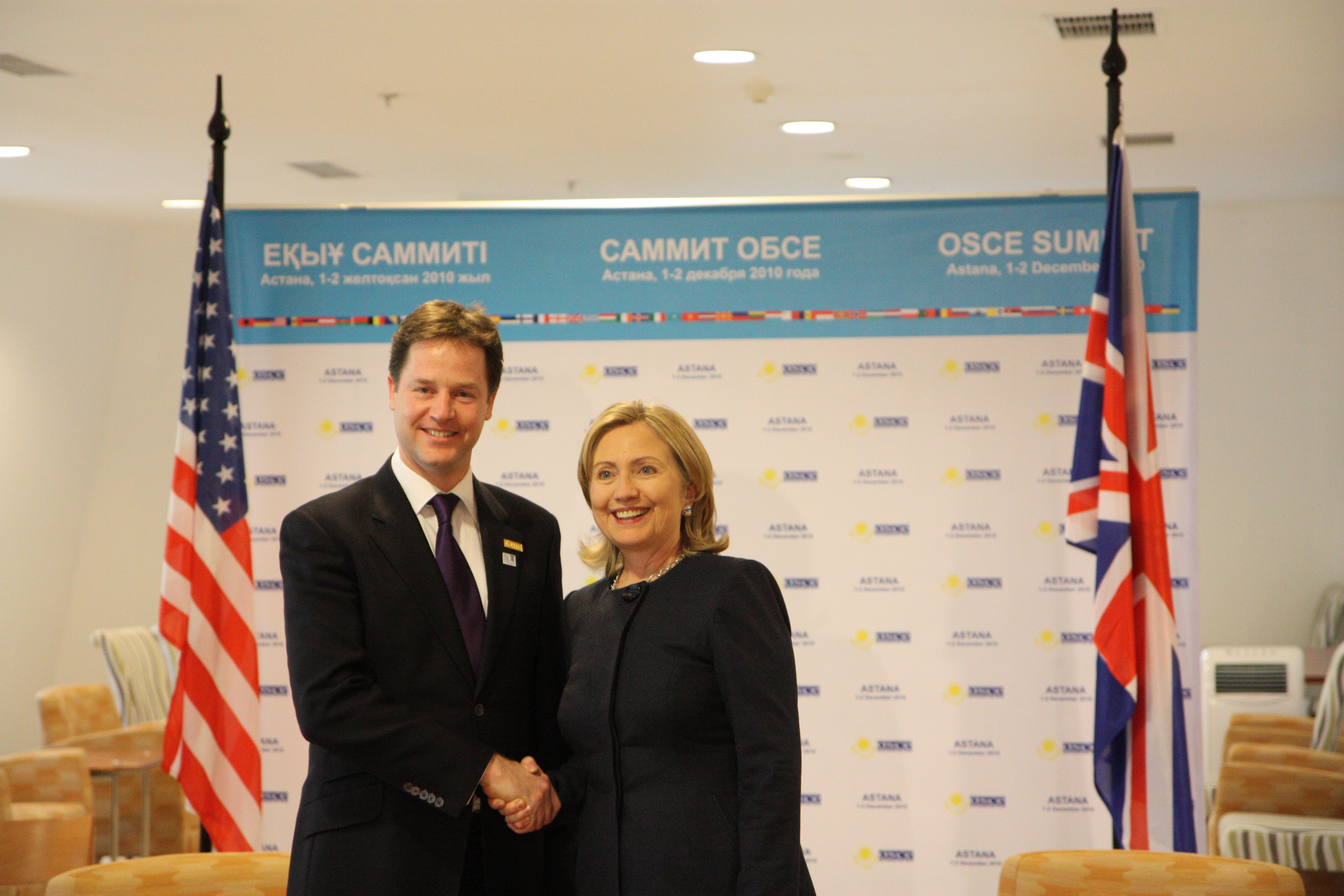
Vicepremier Nick Clegg en minister van Buitenlandse Zaken van de Verenigde Staten Hillary Clinton op 1 december 2010.

### Kostenschandaal
Bij het Brits declaratieschandaal van Lagerhuisleden in 2009 kon Clegg slechts aangewreven worden in een aantal gevallen het maximum van de kosten wegens voeding, tuinonderhoud bij zijn tweede huis en telefoonkosten te hebben gedeclareerd.
Hij is de eerste partijleider in de moderne Britse politiek die het aandurfde de parlementsvoorzitter te verzoeken om aftreden wegens diens omgang met het declaratieschandaal. Volgens Clegg verdedigde Michael Martin, de Speaker van het Britse Lagerhuis, de status quo, waarmee hij de hervorming van het parlement in de weg stond.

### Campagne parlementsverkiezingen 2010
Clegg maakte op 15 april 2010 tijdens het eerste van de drie live-verkiezingsdebatten op televisie voor de Lagerhuisverkiezingen van 2010 een geslaagd debuut op het nationale toneel van de Britse politiek. De kijkers van de omroep ITV wezen hem via een live internet-peiling aan als beste debater. Gedurende nagenoeg het hele debat lag hij aan kop met scores rond 47 procent. Labour-leider premier Gordon Brown volgde op 34 procent en Tory-leider David Cameron kwam niet verder dan 20 procent. Clegg zette zich als relatieve buitenstaander af tegen de gevestigde orde van de premier en de Tory-leider. Hij slaagde erin zijn liberaal-democratische partij te presenteren als redelijke alternatief voor de partijen die in het Verenigd Koninkrijk al zo lang aan de macht zijn. De uitslag van de verkiezingen beantwoordde voor zijn partij echter niet aan de gerezen verwachtingen.

### Vicepremier
Omdat bij de Lagerhuisverkiezingen op 6 mei 2010 geen enkele partij een meerderheid behaalde, besloot de Conservatieve Partij, die als grootste uit de bus gekomen was, te onderhandelen met de Liberal Democrats.
Op 11 mei 2010 maakten Clegg en David Cameron van de conservatieven bekend dat een coalitie tussen beide partijen was gevormd. In het kabinet-Cameron I werd Clegg vicepremier en Lord President of the Council.
In de verkiezingen van 2015 incasseerden de Liberal Democrats zware verliezen; Clegg werd als partijvoorzitter opgevolgd door Tim Farron en keerde terug naar de backbenches als parlementslid voor Sheffield Hallam.

## Verlies Lagerhuiszetel
Na het kiesdistrict Sheffield Hallam twaalf jaar vertegenwoordigd te hebben, verloor hij zijn zetel bij de verkiezingen van 8 juni 2017 aan Labour-kandidaat Jared O Mara. Clegg kreeg 2125 stemmen minder dan O Mara.

## Post-parlementaire carrière
Brexit
In mei 2018 steunde Clegg David Miliband en Nicky Morgan in hun pleidooi voor een "zachte Brexit". Op 23 juni deed Clegg mee aan de People's Vote- mars in Londen om de tweede verjaardag van het referendum dat uitsprak om de Europese Unie te verlaten te markeren. People's Vote was een actiegroep die pleitte voor een publieke uitspraak over de definitieve Brexit-deal tussen het VK en de EU.
Facebook
In oktober 2018 werd bekend dat Clegg door Facebook was aangesteld als lobbyist en public relations-specialist in de functie van vicepresident Globale aangelegenheden en Communicaties, als opvolger van Elliot Schrage. In februari 2022 werd hij in diezelfde functie benoemd tot president.

## Publicaties en beleid
Clegg heeft vele publicaties (boeken en pamfletten) over politieke en maatschappelijke onderwerpen op zijn naam staan.
Hij schreef gedurende vier jaar een veertiendaagse column voor de Guardian Unlimited over het werk als parlementariër. Aanvankelijk richtte hij zijn pijlen vooral op premier Gordon Brown, maar in de herfst van 2009 begon hij ook Tory-leider David Cameron als doelwit te kiezen. Met het oog op de naderende Lagerhuisverkiezingen van 2010 was hij van mening dat forse bezuinigingen nodig waren en dat politici kiezers als volwassenen dienen te behandelen. Als tegenstander van brexit zette hij in 2017 zijn standpunt uiteen in een boekje dat een kortstondige bestseller werd.

## Persoonlijk
Op 1 januari 2018 werd Clegg tot ridder geslagen en werd benoemd als een Knight Bachelor met het ere-predicaat van Sir.
- Bibliothèque nationale de France: cb16564981c (data)
- Gemeinsame Normdatei: 1016989180
- International Standard Name Identifier: 0000 0001 1664 7421
- Library of Congress Control Number: nb99171483
- MusicBrainz: fcbe06e3-6021-451a-970e-89ba94130d75
- Nationale Bibliotheek van Tsjechië: js20100506001
- Nationale Bibliotheek van Israël: 987007398264205171
- Nationale Bibliotheek van Polen: a0000003709155
- Nederlandse Thesaurus van Auteursnamen: 203961692
- Système universitaire de documentation: 166255572
- Trove: 1488886
- Virtual International Authority File: 68430942
- WorldCat: E39PBJmdpWJGdwj3hMgPdvqWjC